# Денисовицька сільська рада
Денисовицька сільська рада (біл. Дзянісавіцкі сельсавет) — колишня адміністративно-територіальна одиниця в складі Крупського району, Мінської області Білорусі. Адміністративним центром було село Нові Денисовичі.
Денисовицька сільська рада знаходилася на межі центральної Білорусі, у східній частині Мінської області орієнтовне розташування — супутникові знимки [Архівовано 25 серпня 2011 у WebCite], південніше від Крупок.
Рішенням Мінської обласної ради депутатів від 30 жовтня 2009 року, щодо змін адміністративно-територіального устрою Мінської області, сільську раду було ліквідовано.
До складу сільради входили 11 населених пунктів:
- Великий В'язок • Дубове • Еджар • Заболоття • Малий В'язок • Нові Денисовичі • Новий Сокіл • Попарне • Старі Денисовичі • Старий Сокіл • Шинки.